# Феловия
Феловия (лат. Felovia vae) — вид грызунов семейства гребнепалых. Единственный представитель монотипического рода Felovia.

## Описание
Ареал: Мали, Мавритания, Сенегал. Вид встречается в скалистых местностях, где он живёт в щелях и трещинах, а также на опушках очень сухого тропического леса. Общая длина тела: 170—230 мм, длина хвоста: 20—30 мм, средняя масса тела: 186 г. Цвет меха сверху темно-желтовато-рыжий, снизу бледно-рыжий. Самка в неволе дала четыре выводка по одному малышу в каждом.

## Угрозы и охрана
Угрозы не известны, однако можно предположить, что общее опустынивание и обезлесение Сахеля негативно влияет на численность вида. Неизвестно,  встречается ли этот вид на какой-либо из охраняемых территорий.